# Нагаш Овнатан
Овната́н Нага́ш (арм. Հովնաթան Նաղաշ; 1661, село Шорот Агулисской области Нахичевана, Сефевидская Империя — 1722, там же) — армянский поэт, ашуг и художник, основатель знаменитого рода художников Овнатанян.

## Биография
Родился близ Нахичевани в деревне Шорот. Основную часть жизни провел в Тифлисе и Ереване. Считается одним из наиболее видных представителей позднесредневековой светской лирики. Его творчество наиболее близко творчеству ашугов. В иронических, назидательных и застольных стихах, в любовной лирике выступил как поэт-жизнелюбец, прекрасно знавший быт и психологию своего народа.
Как художник — автор росписи интерьера Эчмиадзинского кафедрального собора. Прозвище «нага́ш» означает «гравировщик» по металлу, стеклу, дереву, камню. Работа в Эчмиадзинском соборе выполнена к 1721 году. В 1710 переехал в Тифлис, где помимо должности художника стал ещё и придворным ашугом. Нагаш Овнатан является автором более ста сатирических, застольных, назидательных песен.
В 1983 году в Ереване издан сборник его стихов на армянском языке.

## Поэзия
Наиболее известные песни:
- Песня любви (перевод В. Брюсова)
- Нет покоя мне (перевод В. Брюсова)
- Милая, сжалься! (перевод В. Брюсова)
- Моя возлюбленная (перевод С. Спасского)
- Жестокий друг (перевод Вс. Рождественского)
- Песнь о грузинских красавицах (перевод П. Панченко)
- Песня весны и радости (перевод С. Спасского)